# 汤姆·博尔温克尔
托马斯·F·博尔温克尔（英語：Thomas F. Boerwinkle，1945年8月23日—2013年3月26日），美国NBA篮球运动员，司职中锋，长期效力于芝加哥公牛队。
博尔温克尔以利落的传球、出色的篮板能力著称，至今仍保持有公牛队单场篮板纪录。1970年1月8日，在公牛队与太阳队的比赛中，摘下37个篮板。
博尔温克尔长期患骨髓增生异常综合征，2013年3月26日于洛杉矶附近的家中逝世。